# Ítreksjóð
Nella mitologia norrena, Ítreksjóð (lingua norrena) è uno dei figli di Odino nonché un dio. Ítreksjóð viene citato nel capitolo 75 del libro della Edda in prosa intitolato Skáldskaparmál, dove è elencato tra gli Æsir. Il nome Ítreksjóð viene a volte traslitterato come Itreksiod o Itreksjod.